# دیوید فارل (بازیکن فوتبال، زاده ۱۹۷۱)
دیوید فارل (انگلیسی: David Farrell؛ زادهٔ ۱۱ نوامبر ۱۹۷۱) بازیکن فوتبال اهل بریتانیا است.
از باشگاه‌هایی که در آن بازی کرده‌است می‌توان به باشگاه فوتبال پیتربورو یونایتد، باشگاه فوتبال برتون آلبیون، باشگاه فوتبال اسکانتورپ یونایتد، باشگاه فوتبال استون ویلا، باشگاه فوتبال ردیچ یونایتد، باشگاه فوتبال استمفورد، باشگاه فوتبال بوستون یونایتد، و باشگاه فوتبال وایکام واندررز اشاره کرد.